# فالملا (إيطاليا)
فالملا (بالإيطالية: Valmala, Italy)‏ هي كومونا تقع في إيطاليا في مقاطعة كونيو. يقدر عدد سكانها بـ 61 نسمة ومساحتها 11.0 كم2 .

## السكان
في سنة 1861 بلغ عدد السكان 732 نسمة، وتطور العدد ليصل في سنة 2011 لـ 64 نسمة.
يظهر هذا المخطط البياني تطور النمو السكاني لـ فالملا (إيطاليا)